# Eucharidema princeps
Eucharidema princeps är en fjärilsart som beskrevs av Louis Beethoven Prout. Eucharidema princeps ingår i släktet Eucharidema och familjen mätare. Inga underarter finns listade i Catalogue of Life.